# Yosuke Miyaji
Yosuke Miyaji (født 12. juni 1987) er en tidligere japansk fodboldspiller.
Han har spillet for flere forskellige klubber i sin karriere, herunder Avispa Fukuoka.